# Quererte así
 (срп. Волети овако) мексичка је теленовела, продукцијске куће ТВ Астека, снимана током 2012.

## Синопсис
Када је Емилија Дункан имала 17 година лудо се заљубила у Амилкара, шофера њене породице и из те везе родила се Паулина. Емилијин отац дон Антонио Дункан, плаћа Амилкару да напусти Емилију. Приморана, Емилија завршава удата за Густава Наваретеа, удовца који има малу кћерку Габријелу. Брак између Емилије и Густава је веома неуспешан, иако Густаво обожава Емилију. Након 25. година, Емилија је доминатна и јака жена, која је акционар у неколико компанија, иако има све, њена амбиција није испуњена, она жели да буде већински власник у фирми свог оца. Међутим у свом тестаменту је дон Антонио, већи део богатства оставио Паулини, али тек када се уда. Емилија мрзи своју кћерку, јер осећа да је она разлог њеног несрећног живота и стога неће дозволити да Паулина нађе срећу са Рафаелом, згодним дечком који је тек завршио медицину. Паулина и Рафаел се налазе на Јелапи, неколико дана пре брака са Албертом, згодни инжењер кога Паулина зна од детињства захваљујући породичном пријатељству. Паулина и Рафаел проживљавају лепу љубавну причу у Пуерто Валарта, где економске разлике нису битне. Међутим Емилија, Алберто и Габријела (који јој завиде због Албертове љубави) ће учинити све да раздвоје овај леп пар, не би ли Паулина била лишена наследства.
Хоће ли препреке ових људи спречити јаку љубав?

## Улоге
| Глумац:                | Улога:                  |
| ---------------------- | ----------------------- |
| Марија Хосе Маган      | Паулина Наварете Дункан |
| Франциско Анхелини     | Рафаел Ромеро           |
| Аура Кристина Гејтнер  | Емилија Дункан          |
| Берни Паз              | Густаво Наварете        |
| Габријела Верегара     | Марисела Сантос         |
| Фернандо Лухан         | Алфред Фред Рот         |
| Вероника Мерчант       | Кармела Рамирез         |
| Фернандо Бансерли      | Рамон Ромеро            |
| Маурисио Берселата     | Алберто Сантос          |
| Марија Фернанда Куриоз | Габријела Наварете      |
| Венди де лос Кобос     | Јоланда Гарсија         |
| Томас Горос            | Амилкар Рамирез         |
| Родолфо Аријас         | Матиас Сантос           |
| Фабијан Корес          | Хавијер Валдес          |
| Гиљермо Лареа          | Хосе Марија Ордоњез     |
| Ева Пардо              | Ева Ромеро              |
| Синтија Васкез         | Силвија Андраде         |
| Марија де ла Фуенте    | Перла Рамирез           |
| Глорија Сталина        | Адалина Ривас           |
| Силвија Саенз          | Магали Валдез           |
| Херман Валдес          | Данијел Андраде         |
| Рикардо Ернандез       | Дијего Агире            |